# Hordijkerveld
Hordijkerveld is een wijk in Rotterdam in het stadsdeel IJsselmonde. De wijk werd tussen 1958 en 1963 gebouwd als zelfstandige stadswijk. Voordien was het een landelijk gebied met alleen lintbebouwing langs de dijken. In de Tweede Wereldoorlog heeft het een tijdlang onder water gestaan vanwege inundatie.
De wijk ligt ten oosten van de IJsselmondse Randweg en ten zuiden van de Kreekhuizenlaan. De zuidgrens is de grens van de gemeente Rotterdam en loopt net iets ten zuiden van het Zevenbergsedijkje / Wester Hordijk. Ten oosten ligt de wijk Reyeroord; tussen de twee wijken bevindt zich een circa 100 meter brede groenstrook.
Door de wijk, over de Reyerdijk, loopt tramlijn 2. Over de Huniadijk en de Prinsendijk loopt een buslijn. De verkeersaders zijn de Reyerdijk, de IJsselmondse Randweg en de Kreekhuizenlaan. Via de laatste twee kan men snel de oprit Barendrecht van de A15 en, via de Adriaan Volkerlaan, de oprit van de A16 nabij de Van Brienenoordbrug bereiken.
Onder de naam project Hordijkerveld voeren Vestia Rotterdam Zuid, de beheerder van de meeste huurwoningen in de wijk en de deelgemeente IJsselmonde in overleg met de bewonersvereniging Hordijkerveld (BVH) een wijkvernieuwingsproject uit.
Er zijn plannen om in 2007 288 woningen verspreid over zeven flatgebouwen aan de Molgerdijk, Prinsendijk, Vudijk, en de Appeldijk te slopen; in plaats hiervan moeten duurdere koopwoningen komen. Tegen dit plan van de woningcorporatie Vestia is flink verzet gerezen.